# Нахімовка (Половинський округ)
Нахі́мовка (рос. Нахимовка) — присілок у складі Половинського округу Курганської області, Росія.
Населення — 20 осіб (2010, 41 у 2002).
Національний склад станом на 2002 рік:
- росіяни — 100 %